# Aeroportul Yamoussoukro
Aeroportul Yamoussoukro (IATA: ASK, ICAO: DIYO) este un aeroport din Coasta de Fildeș ce deservește zona Yamoussoukro. A fost numit după zona deservită.
Situat la o altitudine de 205 m, aeroportul dispune de 1 pistă.

## Infrastructură

### Piste
Aeroportul dispune de o singură pistă. Pista are orientarea 05/23. 